# Цыбук, Евгений Константинович
Евгений Константинович Цыбук (род. 1978 или 2 февраля 1978, Чебаркуль, Челябинская область) — российский хоккеист, защитник.

## Биография
Начинал играть в Чебаркуле, воспитанник челябинского «Трактора», тренеры Владимир Угрюмов, Геннадий Иконников. В сезонах 1993/94 — 1995/96 играл в открытом чемпионате России за «Торпедо-2» Ярославль. На драфте НХЛ 1996 года был выбран в 5-м раунде под общим 113-м номером командой «Даллас Старз». Играл в низших североамериканских лигах за команды «Летбридж Харрикейнз» (WHL, 1996/97 — 1997/98), «Мичиган Кей-Уингз» (IHL, 1998/99 — 1999/2000), «Форт-Уэйн Кометс» (UHL, 1999/2000 — два матча),
«Юта Гризлис» (IHL, 2000/01). В Росси выступал за команды «Авангард», «Мечел» (2001/02), «Салават Юлаев» (2002/03), «Торпедо», «Молот-Прикамье» «Трактор» (все — 2003/04), «Спартак» Москва, ХК МВД (2004/05), «Амур» (2005/06), «Амур-2» и «Трактор» (2006/07).
Генеральный менеджер «Трактора» (2010—2014) и «Челмета» (2012—2014). Скаут в клубе НХЛ «Даллас Старз» (2014—2021). Начальник скаутской службы в «Авангарде» (2018/19). В апреле 2021 года возглавил скаутскую службу, созданную в «Тракторе», в сентябре стал спортивным директором клуба. В августе 2022 года генеральный директор «Трактора» Савин завил, что Цыбук может покинуть пост спортивного директора клуба, быть руководителем скаутской службы и остаться по семейным обстоятельствам в Северной Америке. 23 октября Цыбук покинул пост спортивного директора.